# 고카쇼촌 (교토부)
고카쇼촌(일본어: 五ヶ荘村)은 일본 교토부 후나이군에 있던 촌이다. 현재의 난탄시 히요시정의 북동부, 교토부도 제19호선 소노베 히라야선 연선에 해당한다. 

## 역사
- 1889년 4월 1일 - 정촌제 시행에 의해 3촌의 구역을 가지고 성립하였다.
- 1955년 4월 1일 - 세키촌, 고마고촌과 합병해, 히요시정이 성립, 동일 고카쇼은 폐지되었다.

## 참고문헌
- 角川日本地名大辞典 26 京都府